# Валяев, Николай Дмитриевич
Николай Дмитриевич Валяев (1919, Большая Кузьминка — 1997, Киев) — командир взвода разведки 842-го стрелкового полка (240-я стрелковая дивизия, 38-я армия, Воронежский фронт), младший лейтенант, Герой Советского Союза.

## Биография
Родился 25 декабря 1919 года в селе Большая Кузьминка (в настоящее время Липецкий район, Липецкая область), русский.
В 1936 году окончил семь классов средней школы, потом фабрично-заводское училище в Липецке и получил специальность слесаря. Позже окончил автошколу и работал шофёром в городе Грязи.
В феврале 1940 года призван в ряды Красной Армии. В Великой Отечественной войне принимал участие с сентября 1941 года. В 1942 году окончил полковую школу. Воевал на Воронежском фронте, прошёл путь от рядового до лейтенанта, командира взвода разведки 842-го стрелкового полка. Член ВКП(б)/КПСС с 1944 года.
В 1946 году вышел в запас в звании лейтенанта. Работал шофёром, механиком в грузовом автопарке.
Жил в городе Киеве, где умер 23 июня 1997 года. Похоронен на Байковом кладбище.

### Подвиг
В ночь на 28 сентября 1943 года младший лейтенант Н. Д. Валяев со своими бойцами переправился на правый берег реки Днепр в районе села Лютеж Вышгородского района Киевской области, захватил и удерживал плацдарм до подхода подкрепления.
30 сентября 1943 года младший лейтенант Н. Д. Валяев лично разведал огневые точки противника. 6 октября взвод под его командованием успешно отбил несколько вражеских контратак, уничтожив много живой силы и техники противника.

## Награды
- Указом Президиума Верховного Совета СССР от 13 ноября 1943 года за мужество и героизм, проявленные при форсировании Днепра и удержание плацдарма младшему лейтенанту Николаю Дмитриевичу Валяеву присвоено звание Героя Советского Союза с вручением ордена Ленина и медали Золотая звезда (№ 2245).
- Награждён орденом Ленина, орденом Отечественной войны 1-й степени, орденом Красной Звезды и медалями.

## Память
- Бой Николая Валяева и его разведчиков за Лютеж изображён на диораме «Битва за Киев. Лютежский плацдарм. 1943 г.» на территории музея-заповедника в селе Новые Петровцы, там, где был командный пункт 1-го Украинского фронта.